# Sander van der Weide
Sander Petrus Henricus van der Weide (Boxtel, 21 juni 1976) is een Nederlands tophockeyer, die tot dusver 271 interlands (8 doelpunten) heeft gespeeld. Hij nam driemaal deel aan de Olympische Spelen en won hierbij twee medailles.
Van der Weide, een neef van collega-international Jeroen Delmee, maakte zijn debuut voor de Nederlandse hockeyploeg op 13 november 1996 in Eindhoven in de oefeninterland Nederland-België (uitslag 4-1). Dat was mede te danken aan een gelukje: collega-international Wouter van Pelt stond in de file en arriveerde te laat op het complex van Oranje Zwart.
Van der Weide kan zowel uit de voeten in de verdediging als op het middenveld, en hij speelde achtereenvolgens voor MEP, Hockeyclub 's-Hertogenbosch en, sinds 2000, Amsterdam. Met Hockeyclub 's-Hertogenbosch werd hij landskampioen in 1998, met Amsterdam in 2003 en 2004.
Sinds de zomer van 2004 speelt de flegmatieke verdediger/middenvelder in Spanje, bij Real Club de Polo. Met de Nederland werd hij wereldkampioen in 1998, olympisch kampioen in 2000 en won hij de Champions Trophy in 1996, 1998, 2000, 2002 en 2003. 

## Internationale erelijst
| Jaar | Toernooi               | Plaats                 | Resultaat     |
| ---- | ---------------------- | ---------------------- | ------------- |
| 1996 | Champions Trophy       | Chennai, India         | Goud          |
| 1998 | Wereldkampioenschap    | Utrecht, Nederland     | Goud          |
|      | Champions Trophy       | Lahore, Pakistan       | Goud          |
| 1999 | Champions Trophy       | Brisbane, Australië    | Brons         |
|      | Europees kampioenschap | Padova, Italië         | Zilver        |
| 2000 | Champions Trophy       | Amstelveen, Nederland  | Goud          |
|      | Olympische Spelen      | Sydney, Australië      | Goud          |
| 2001 | Champions Trophy       | Rotterdam, Nederland   | Brons         |
| 2002 | Wereldkampioenschap    | Kuala Lumpur, Maleisië | Brons         |
|      | Champions Trophy       | Keulen, Duitsland      | Goud          |
| 2003 | Champions Trophy       | Amstelveen, Nederland  | Goud          |
|      | Europees kampioenschap | Barcelona, Spanje      | Vierde plaats |
| 2004 | Olympische Spelen      | Athene, Griekenland    | Zilver        |
|      | Champions Trophy       | Lahore, Pakistan       | Zilver        |
| 2005 | Europees kampioenschap | Leipzig, Duitsland     | Zilver        |
|      | Champions Trophy       | Chennai, India         | Zilver        |

Jacques Brinkman · 
Jaap-Derk Buma · 
Jeroen Delmee · 
Marten Eikelboom · 
Piet-Hein Geeris · 
Ronald Jansen · 
Erik Jazet · 
Bram Lomans · 
Teun de Nooijer · 
Wouter van Pelt · 
Stephan Veen · 
Guus Vogels · 
Diederik van Weel · 
Sander van der Weide · 
Remco van Wijk · 
Peter Windt ·
Coach: Maurits Hendriks
Matthijs Brouwer · 
Ronald Brouwer · 
Jeroen Delmee · 
Geert-Jan Derikx · 
Rob Derikx · 
Marten Eikelboom · 
Floris Evers · 
Erik Jazet · 
Karel Klaver · 
Jesse Mahieu · 
Teun de Nooijer · 
Rob Reckers · 
Taeke Taekema · 
Klaas Veering · 
Guus Vogels · 
Sander van der Weide ·
Coach: Terry Walsh
Thomas Boerma · 
Matthijs Brouwer · 
Ronald Brouwer · 
Jeroen Delmee · 
Geert-Jan Derikx · 
Rob Derikx · 
Laurence Docherty · 
Jeroen Hertzberger · 
Robert van der Horst · 
Timme Hoyng · 
Teun de Nooijer · 
Rob Reckers · 
Taeke Taekema · 
Guus Vogels · 
Roderick Weusthof · 
Sander van der Weide ·
Coach: Roelant Oltmans